# Usje
Usje (makedonska: Усје) är en ort i Nordmakedonien. Den ligger i kommunen Kisela Voda, i den centrala delen av landet, 5 kilometer sydost om huvudstaden Skopjes centrum. Usje ligger 287 meter över havet och antalet invånare är 1 054.